# Coronel Vivida
Coronel Vivida is een gemeente in de Braziliaanse deelstaat Paraná. De gemeente telt 21.830 inwoners (schatting 2009).